# Salakovac
Salakovac (en serbe cyrillique : Салаковац) est un village de Serbie situé dans la municipalité de Malo Crniće, district de Braničevo. Au recensement de 2011, il comptait 697 habitants.

## Démographie

### Évolution historique de la population
| 1948 | 1953 | 1961  | 1971  | 1981  | 1991  | 2002 | 2011 |
| ---- | ---- | ----- | ----- | ----- | ----- | ---- | ---- |
| 920  | 940  | 1 006 | 1 063 | 1 094 | 1 000 | 768  | 697  |

|  |